# スンドゥブ
スンドゥブ（純豆腐、朝: 순두부）は朝鮮の豆腐の一種で、日本の汲み出し豆腐（おぼろ豆腐）に相当する柔かい豆腐である。
チゲのメイン食材として使われることが多く日常の会話では、豆腐そのものよりもスンドゥブチゲ（純豆腐チゲ、순두부찌개/純豆腐찌개）の略称として使われることが多い。スンドゥブチゲは韓国の食堂や家庭で一般的かつ安価に親しまれている鍋料理のひとつである。

## 概説

### スンドゥブ
豆腐そのもののスンドゥブは、豆乳に凝固剤を加えた状態のままのもので、絞らないので水分を多く含み柔らかである。チゲなどの食材とするほか、そのままヤンニョムカンジャン（薬味入りの醤油）などをかけて食べたりする。スンドゥブの呼称は「純豆腐」の朝鮮語読みとも「水豆腐（スドゥブ）」が変化したものとも言われているが、定説はない。但し現在では漢字表記で紹介されるときは「純豆腐」と書かれることが多い。

### スンドゥブチゲ
スンドゥブチゲは、その名の通りスンドゥブを使った鍋料理である。小型の土鍋（トゥッペギ）などにアサリやシジミを敷き、スンドゥブと肉・野菜を入れて水またはスープを張り、コチュジャン、唐辛子粉、ニンニク、ごま油などを使った合わせ調味料で辛味の味付けをして煮込み、最後に生卵を落とす。飲食店ではご飯やパンチャン（おかず類）と共に、スンドゥブ・ペッパン（白飯=大衆料理としての「定食」のこと）として供される。
もちろん一般的なメニューであるがゆえに具材や調理法は多様である。肝心の豆腐が「くずした絹豆腐」などになることがある。スープは上記アサリなど海鮮系のことが多いが、肉系になることや味噌を加えることもある。一般的には唐辛子粉で真っ赤に染まった辛いスープなのであるが、唐辛子を用いない「ハヤン（白い）スンドゥブ・チゲ」もある。豆腐以外の具材は豚肉、牛肉、魚介類、野菜とさまざまで、専門店の中にはスンドゥブ・チゲだけでバリエーションをそろえているところもある。

## 逆輸入と発展
1990年代、スンドゥブ・チゲは米国ロサンゼルスのコリア・タウンの人気メニューになった。豆腐が健康食品ブームでもてはやされたことが背景にあげられる。1996年にオープンした専門店「BCD TOFU HOUSE（北倉洞スンドゥブ）」が米国内にチェーン展開を始め、やがて韓国に逆輸入されるに至る。それまで、一部に有名店はあったものの概して食堂の安いメニューというイメージのスンドゥブだったが、逆輸入専門店チェーンに加えて国産の専門店チェーンも誕生し、競争を展開するまでになってしまった。
もともと食堂などでは単一メニューだったスンドゥブ・チゲだが、専門店ではまずバリエーションが増えた。これはロサンゼルスで広まった際に、ビーフ、ポーク、シーフード、ソッコ（ミックス）などのメニューが一般化し、それが逆輸入されたものである。
また、定食のメインディッシュとして手の込んだものになった。よくあるスタイルでは、ご飯が石釜で炊いた状態で供され、そこから椀によそって食べる。おこげの残った石釜には湯を注ぎ、スンニュンを作って飲むことができる。また、生卵を好きなだけ入れられるようにしたり、焼き魚を加えるなど品目を増やす店もある。

## 江陵名物の草堂豆腐
草堂（チョダン）とは朝鮮王朝時代の文人、政治家の許曄（きょ・よう、 ホ・ヨプ）の号である。韓国の観光地、江陵市には草堂洞（チョダン村）というところがある。ここにはかつて許曄が住んだとされ、今でもその家が残されている。許曄はグルメとしても知られ、当地の水で豆腐を作らせたところ、大変に美味しく評判になったという。草堂洞には江陵の海水を使う伝統的な製法で作られた草堂豆腐を食べさせるレストランが並んでいる。味付けはお好みで適量の醤油をかける程度。固めていないスンドゥブ、固めたモドゥブ（모두부）とも、香り豊かな味わいを楽しめる。許曄の子供には、朝鮮時代には珍しい女流詩人の許蘭雪軒（きょ・らんせつけん、ホ・ナンソロン）、ハングル最初の小説『洪吉童伝』を書いた許筠（きょ・いん、ホ・ギュン）がいる。

## ギャラリー

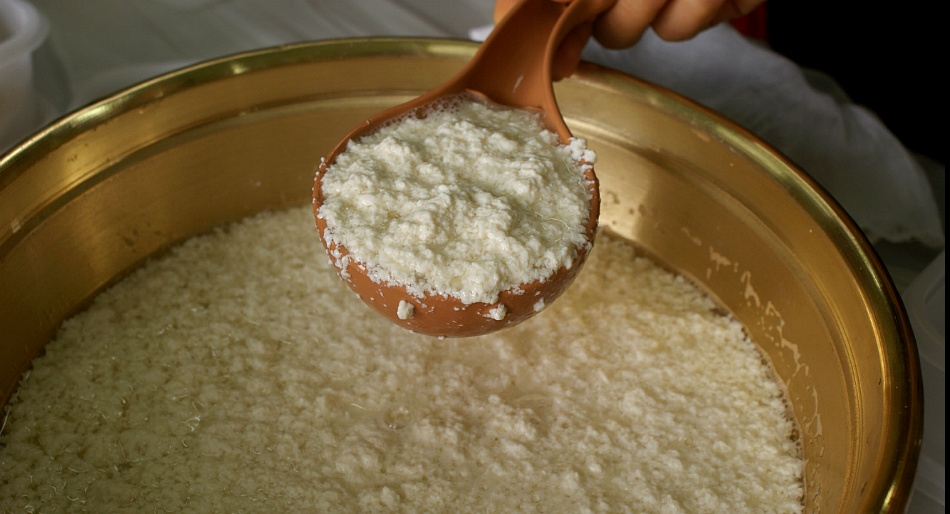
スンドゥブ
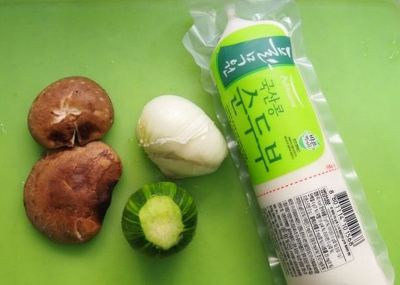
スンドゥブ
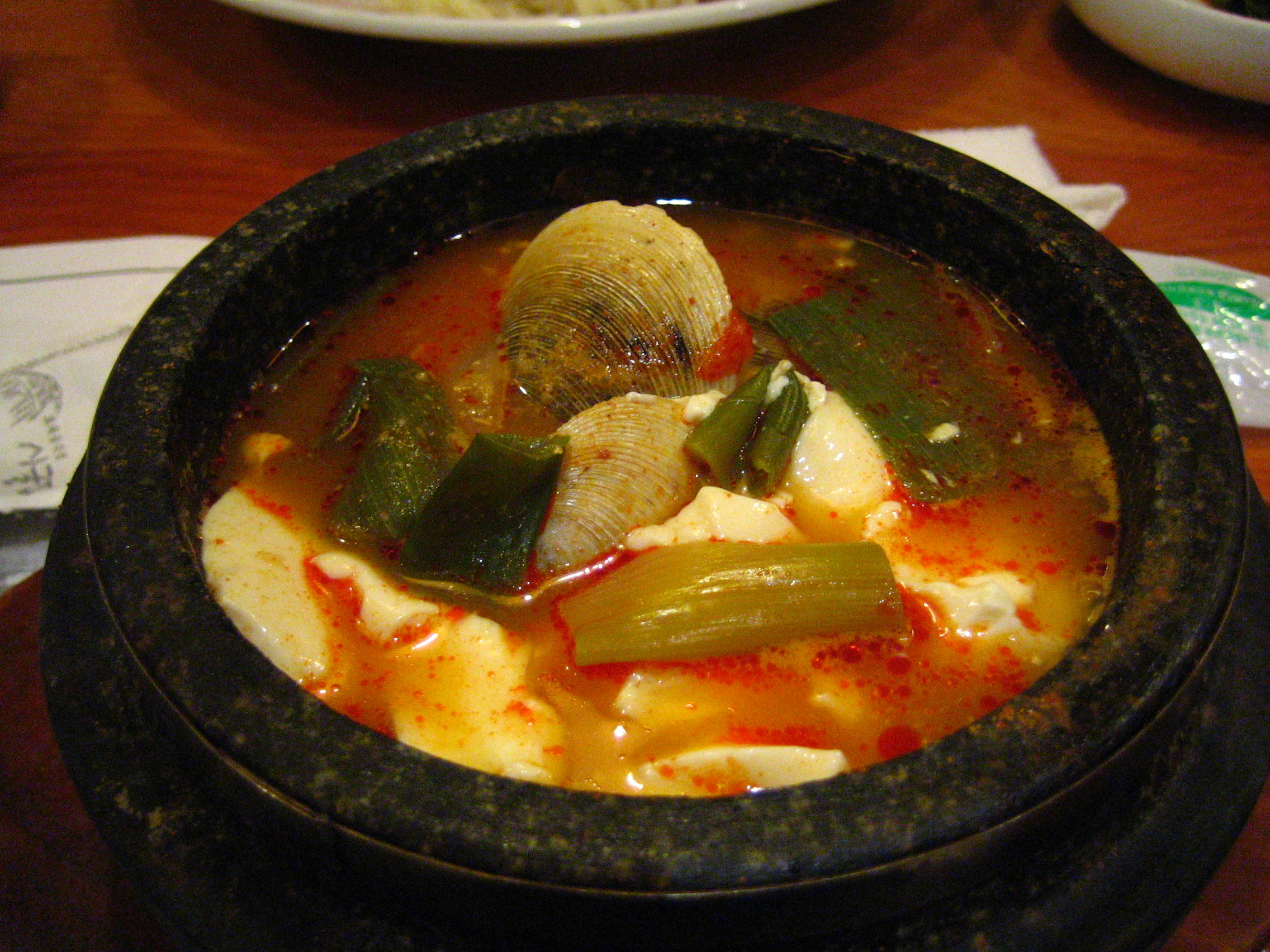
海鮮スンドゥブチゲ
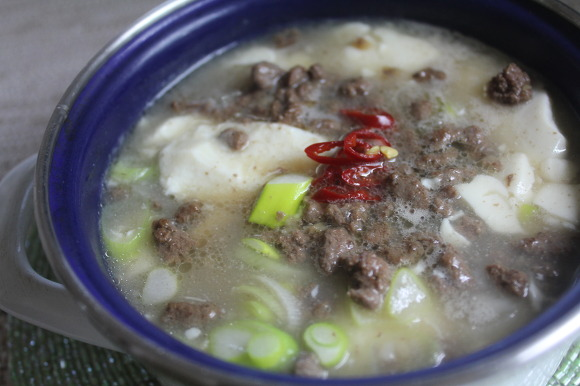
牛肉スンドゥブチゲ
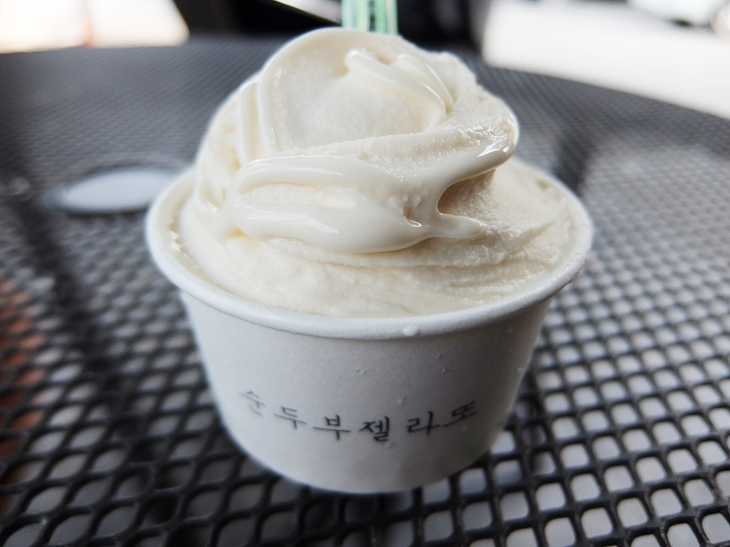
スンドゥブジェラート